# Ultimate Spider-Man (відеогра)
Ultimate Spider-Man — відеогра 2005 року за мотивами однойменної серії коміксів. У цій грі гравець може грати як за Людину-павука, так і за його кровожерливого ворога Венома.

## Сюжет

Людина-павук

Гра починається з першої битви Людини-павука (Пітер Паркер) з Веномом (Едді Брок), перед тим, як Едді зникає. Пітер думає, що знищив Венома. Через 3 місяці після їхньої зустрічі Пітер продовжує боротися зі злом у обличчі Людини-павука. Після того, як Людина-павук зупиняє Шокера, він бере участь у перегонах проти Людини-Факела (Джонні Шторм) з Фантастичної четвірки. Тим часом Веном, який виявляється живим, бореться з Росомахою (Джеймс «Логан» Хоулетт) з команди Люди Ікс у місцевому барі.
Після того, як Людина-павук зупиняє злочинця Носорога (Алекс О'Хірн), він відчуває сильний головний біль, спричинений появою Венома. Того ж вечора Срібна Шабля (Сільвер Саблінова) відкриває полювання на Венома. Разом зі своєю Дикою зграєю вона намагається зупинити його, але зазнає поразки. Пітер знову зустрічає Венома і бореться з ним на даху. Пізніше Венома бере у полон бізнесмен Болівар Траск і вивчає його разом з вченим Едріаном Тумсом. Вони наказують Едді перемогти Електро (Макс Діллон), який здатен перетворювати своє тіло у згусток енергії. Електро намагається вбити Людину-павука, і Веном повинен рятувати свого ворога. Веном перемагає Електро і намагається вбити Людину-павука, але того рятує організація S.H.I.E.L.D. на чолі з Ніком Фьюрі, а Веном втікає з місця подій. Веном розповідає Траску, що Пітер — Людина-павук. ПІзніше Срібна Шабля знову намагається впіймати Венома, але знову зазнає поразки.
Тим часом у місті з'являється злочинець на ім'я Жук (Абнер Дженкінс) і звільняє з камери Зеленого Гобліна (Норман Озборн), старого ворога Людини-павука. Людина-павук бореться з ним, але Жукові вдається втекти. Пітер повертається до редакції газети Daily Bugle, де працює вебдизайнером. Там на нього вже чекає Ф'юрі і наказує Пітерові залишити цю справу S.H.I.E.L.D. і триматись подалі від посольства Латверії, знаючи, що той зробить протилежне. Пітер вирушає до посольства, де зустрічає Зеленого Гобліна і ганяється за ним всім містом. Пітер перемагає Гобліна і відправляє його до S.H.I.E.L.D., а Веном тим часом переслідує Жука.

Веном

Ввечері Пітер зустрічає Срібну Шаблю, яка знешкоджує його. Пітер прокидається у машині Шаблі на мості Квінсборо. Під час їхньої битви на мості з'являється Веном і викрадає Шаблю. Пітер переслідує їх і рятує Шаблю, але після цього Шабля знешкоджує їх обох. Веном прокидається у Траск Індастріз і бачить Пітера, якому Тумс вводить препарат, і Пітер перетворюється на Карнажа — божевільного монстра, створеного з клітин Венома і крові Пітера. Веном визволяє Пітера з симбіота і симбіот налазить на Едді, після чого ПІтер востаннє бореться з гібридом Венома з Карнажем і перемагає його.
У фінальній сцені Пітер сидить на даху морського складу разом з Мері Джейн і ми дізнаємося, що Веном все ще живий.

## Боси
- Веном (Людина-павук)
- Шокер (Людина-павук)
- Росомаха (Веном)
- Людина Факел (Людина-павук; у перегонах)
- Носоріг (Людина-павук)
- Веном (Людина-павук; вдруге)
- Електро (Веном)
- Жук (Людина-павук)
- Срібна Шабля (Веном)
- Зелений Гоблін (Людина-павук)
- Жук (Веном)
- Срібна Шабля (Людина-павук)
- Веном (Людина-павук; втретє)
- Карнаж (Веном)
- Веном-Карнаж (Людина-павук)

## Оцінки критиків
| Видання      | Оцінка   |
| ------------ | -------- |
| Eurogamer    | 6 / 10   |
| GamePro      | [ 2 ]    |
| GameSpot     | 7.1 / 10 |
| GameSpy      | [ 4 ]    |
| GameTrailers | 8.9 / 10 |
| IGN          | 8.4 / 10 |
| X-Play       | [ 7 ]    |

У цілому гра отримала позитивні відгуки з боку критиків. Найвищу оцінку грі поставив GameTrailers — 8.9 Eurogamer поставив грі лише 6 з 10.